# Segnaletica verticale

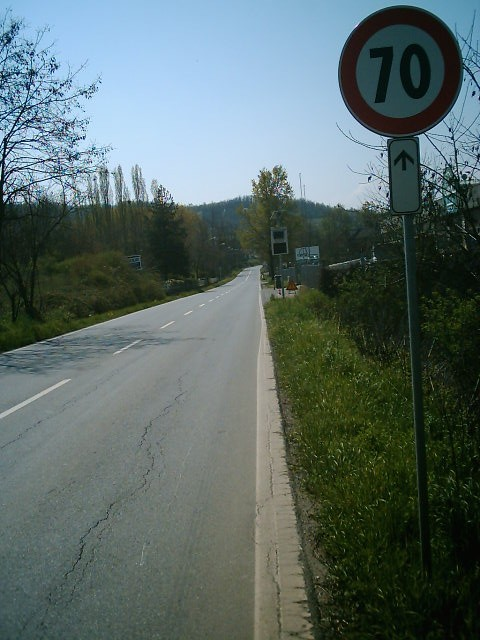
Segnale stradale verticale, indicante l’inizio del divieto di superamento della velocità di 70 km/h.

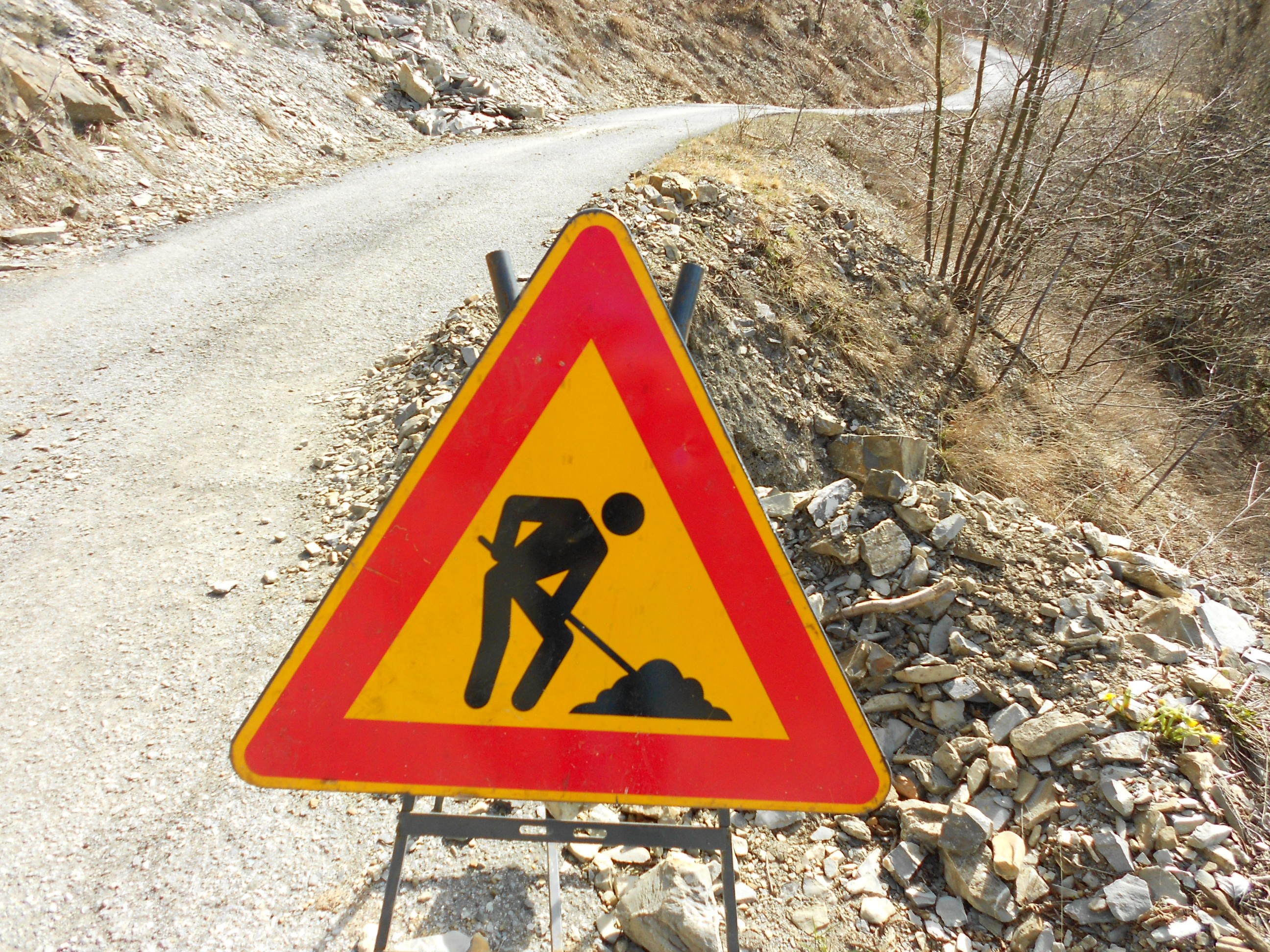
Segnale stradale verticale provvisorio (mobile) indicante lavori in corso.

La segnaletica verticale è l'insieme dei cartelli che circondano le strade o che sono posti in maniera verticale.

## Storia
Dopo pochi anni dall'apparizione dei primi veicoli a motore lungo le strade, sono apparsi ai lati della carreggiata anche i primi segnali stradali, le cui forme, grandezze e colori erano lasciati inizialmente in mano ad iniziative locali se non addirittura al mecenatismo di singoli. Tra i primi cartelli che si vollero installare c'erano quelli relativi al pericolo più sentito dell'epoca: il passaggio a livello, seguiti a poca distanza di tempo dai cartelli indicanti le direzioni per le varie località, soprattutto turistiche.
In Italia si deve soprattutto al Touring Club Italiano la messa in opera e il censimento della cartellonistica stradale, nei loro testi storiografici si trovano le prime indicazioni pratiche in merito:
La seduta del consiglio del Touring Club Italiano del 18 dicembre 1895 registrò la sottoscrizione di 1500 lire stanziate per la posa dei primi 100 pali per segnalazione ai crocicchi.
I pali erano alti circa 4 metri con un diametro tra i 12 ed i 15 cm, preferibilmente di legno di castagno o di rovere larice.
Nel 1898 si tenne nel Lussemburgo un congresso internazionale al quale parteciparono 17 associazioni turistiche. Proprio in questa sede, per permettere la fruizione dei cartelli stradali agli stranieri o agli analfabeti, si affermò la necessità di eliminare le scritte e di inserire dei simboli uniformati per tutte le nazioni.
Nel 1903 il TCI creò una commissione permanente per le segnalazioni stradali che stabilì l'importanza di indicare con chiarezza le distanze, i passaggi a livello, le svolte, le ripidezze insidiose e le direzioni ai bivi. Nacque perciò una prima 
divisione in tre categorie:
- segnali di direzione
- segnali di rallentamento
- segnali di pericolo[2]

Nel 1907 la rivista "The car" rilevò che la categoria di persone più indifferente alle segnalazioni era quella degli agricoltori: abituati a percorrere le strade ormai familiari, non ne avevano certo bisogno; inoltre, prima dell'avvento dei cartelli di indicazione, gli automobilisti che non conoscevano le strade locali erano costretti a domandare informazioni, che spesso pagavano. Questa mancanza di fonte lucrativa portava, in alcuni casi, al danneggiamento o alla rimozione della segnaletica.
Nel primo dopoguerra fu stabilita una distinzione dei cartelli in tre categorie con forme specifiche:
- forma triangolare per i segnali di pericolo;
- a freccia per quelli di direzione;
- circolare per quelli di prescrizione o disciplina

Si conservò la forma rettangolare per i cartelli di località, abitati, preavvisi di bivio, prudenza, corsi d'acqua, monumenti e pochi altri casi. Queste differenziazioni geometriche, che il Touring Club Italiano fu il primo ad adottare, vennero riconosciute alla conferenza di Ginevra del 1931.
Dai dati storici risulta che fino agli anni '40 erano stati installati in Italia circa 335 000 cartelli stradali, che risultarono però in gran parte danneggiati dalla guerra, vista anche l'abitudine dei belligeranti di rimuovere o mutilare ogni cartello in grado di dare indicazione o beneficio all'avversario.

## Segnaletica verticale in Italia
I segnali stradali verticali italiani sono regolati dal «Nuovo codice della strada» (d. lgs. nº 285 del 1992) e si dividono in 4 categorie principali:
- segnali di pericolo
- segnali di prescrizione
- segnali di indicazione
- pannelli integrativi